# Nachts im Park
Nachts im Park ist ein Filmthriller von Uwe Janson aus dem Jahr 2002.

## Produktionsnotizen
Nachts im Park wurde in Erfurt gedreht. Der Film hatte am 14. März 2002 Premiere.

## Kritik
„In seiner unausgegorenen Vermischung unterschiedlicher Genreelemente und dem Schielen auf den äußerlichen Effekt verschenkt der Film jedes Potenzial. Einer einfallsreichen visuellen Gestaltung stehen blasse Protagonisten ohne Profil und eine nur auf Pointen abzielende Handlung gegenüber.“